# Jonathan dos Santos
Jonathan dos Santos Ramírez (Monterrey, 26 april 1990) is een Mexicaans voetballer die doorgaans als middenvelder speelt. Hij verruilde Villarreal in juli 2017 voor Los Angeles Galaxy. Dos Santos debuteerde in 2009 in het Mexicaans voetbalelftal .
Dos Santos is een zoon van de Braziliaanse voormalig profvoetballer Zizinho en broer van Giovani dos Santos. In juli 2009 kreeg hij naast de Mexicaanse ook de Spaanse nationaliteit.

## Clubcarrière

### FC Barcelona
Dos Santos begon als voetballer bij Rayados de Monterrey. In 2001 werd zijn broer Giovani door scouts van FC Barcelona opgemerkt tijdens een internationaal toernooi in Monterrey. Een jaar later verhuisde de familie Dos Santos naar de Catalaanse hoofdstad. Dos Santos speelde voor verschillende elftallen in FC Barcelona's jeugdopleiding en van 2007 tot 2009 maakte hij deel uit van de Juvenil A, het hoogste jeugdelftal van de club. In het seizoen 2008/2009 was Dos Santos aanvoerder van dit team, waarmee hij de regionale groep van de División de Honor en de Copa de Campeones won. De Mexicaan scoorde in de finale van de Copa de Campeones het openingsdoelpunt vanuit een strafschop. Op 9 september 2008 speelde Dos Santos in de Copa de Catalunya tegen UE Sant Andreu zijn eerste wedstrijd voor het eerste elftal van FC Barcelona. Hij kwam in de tweede helft als vervanger van Rubén Rochina in het veld. In 2009 werd Dos Santos overgeheveld naar Barça Atlètic, het tweede elftal van de club.
Op 28 oktober 2009 speelde hij in de Copa del Rey-wedstrijd tegen Cultural Leonesa zijn eerste officiële wedstrijd in het shirt van Barcelona.Op 24 november 2009 debuteerde hij in de UEFA Champions League tegen Inter Milan. Zijn competitiedebuut volgde op 2 januari 2010 tegen Villarreal CF. In 2012 kwam Dos Santos officieel bij het eerste elftal van FC Barcelona. Mede door een knieblessure bleef zijn doorbraak echter uit en kwam hij weinig tot spelen. In 2014 vertrok Dos Santos voor twee miljoen euro naar Villarreal.

### Villarreal
Dos Santos maakte op 21 september 2014 voor Villarreal in de Primera División, tegen Rayo Vallecano (4–2 zege). In de 67ste minuut verving hij Manu Trigueros. Hij maakte zijn eerste doelpunt voor de club op 21 december in de met 3–0 gewonnen competitiewedstrijd tegen Deportivo La Coruña. In de rest van het seizoen was hij nog tweemaal trefzeker, eenmaal in de competitie en eenmaal in de strijd om de Copa del Rey. In de UEFA Europa League 2014/15 speelde Dos Santos negen wedstrijden, waaronder de verloren achtste finale in maart 2015 tegen landgenoot Sevilla FC.

## Clubstatistieken
| Seizoen         | Club            | Competitie         | Competitie | Competitie | Beker | Beker | Supercup | Supercup | Europa | Europa | Totaal | Totaal |
| Seizoen         | Club            | Competitie         | Wed.       | Dlp.       | Wed.  | Dlp.  | Wed.     | Dlp.     | Wed.   | Dlp.   | Wed.   | Dlp.   |
| --------------- | --------------- | ------------------ | ---------- | ---------- | ----- | ----- | -------- | -------- | ------ | ------ | ------ | ------ |
| 2009/10         | FC Barcelona B  | Segunda División B | 19         | 1          | 0     | 0     | —        | —        | —      | —      | 19     | 1      |
| 2009/10         | FC Barcelona    | Primera División   | 3          | 0          | 2     | 0     | 0        | 0        | 1      | 0      | 6      | 0      |
| 2010/11         | FC Barcelona B  | Segunda División A | 32         | 2          | 0     | 0     | —        | —        | —      | —      | 32     | 2      |
| 2010/11         | FC Barcelona    | Primera División   | 2          | 0          | 1     | 0     | 0        | 0        | 1      | 0      | 4      | 0      |
| 2011/12         | FC Barcelona B  | Segunda División A | 30         | 3          | 0     | 0     | —        | —        | —      | —      | 30     | 3      |
| 2011/12         | FC Barcelona    | Primera División   | 3          | 0          | 3     | 0     | 0        | 0        | 2      | 0      | 8      | 0      |
| 2012/13         | FC Barcelona    | Primera División   | 3          | 0          | 3     | 0     | 0        | 0        | 0      | 0      | 6      | 0      |
| 2013/14         | FC Barcelona    | Primera División   | 3          | 0          | 0     | 0     | 0        | 0        | 0      | 0      | 3      | 0      |
| 2014/15         | Villarreal CF   | Primera División   | 28         | 2          | 5     | 1     | 0        | 0        | 9      | 0      | 42     | 3      |
| 2015/16         | Villarreal CF   | Primera División   | 26         | 0          | 2     | 0     | 0        | 0        | 10     | 1      | 38     | 1      |
| 2016/17         | Villarreal CF   | Primera División   | 7          | 0          | 0     | 0     | 0        | 0        | 3      | 1      | 10     | 1      |
| Carrière totaal | Carrière totaal | Carrière totaal    | 156        | 8          | 16    | 1     | 0        | 0        | 26     | 2      | 197    | 11     |

## Interlandcarrière
Op 30 september 2009 maakte Dos Santos zijn debuut in het Mexicaans voetbalelftal  in een vriendschappelijke wedstrijd tegen Colombia (2–1 verlies). In 2010 behoorde hij tot de Mexicaanse voorselectie voor het wereldkampioenschap voetbal 2010, maar Dos Santos viel bij de bekendmaking van de definitieve selectie af. In 2011 maakte hij deel uit van de Mexicaanse selectie voor de Copa América, maar werd enkele dagen voor het toernooi uit de selectie gezet samen met zeven andere internationals vanwege schending van disciplinaire regels. Het achttal zou tijdens de voorbereiding op de Copa América prostituees hebben uitgenodigd op hun hotelkamers, wat hen een maandenlange schorsing en een geldboete opleverde. In de zomer van 2015 werd hij opgenomen in de selectie voor de CONCACAF Gold Cup.
| Interlands van Jonathan dos Santos voor Mexico | Interlands van Jonathan dos Santos voor Mexico | Interlands van Jonathan dos Santos voor Mexico | Interlands van Jonathan dos Santos voor Mexico | Interlands van Jonathan dos Santos voor Mexico | Interlands van Jonathan dos Santos voor Mexico | Interlands van Jonathan dos Santos voor Mexico |
| №                                              | Datum                                          | Wedstrijd                                      | Uitslag                                        | Soort wedstrijd                                | Doelpunten                                     | Assists                                        |
| Als speler bij FC Barcelona                    | Als speler bij FC Barcelona                    | Als speler bij FC Barcelona                    | Als speler bij FC Barcelona                    | Als speler bij FC Barcelona                    | Als speler bij FC Barcelona                    | Als speler bij FC Barcelona                    |
| ---------------------------------------------- | ---------------------------------------------- | ---------------------------------------------- | ---------------------------------------------- | ---------------------------------------------- | ---------------------------------------------- | ---------------------------------------------- |
| 1.                                             | 30 september 2009                              | Mexico – Colombia                              | 1 – 2                                          | Vriendschappelijk                              | 0                                              | 0                                              |
| 2.                                             | 3 maart 2010                                   | Nieuw-Zeeland – Mexico                         | 0 – 2                                          | Vriendschappelijk                              | 0                                              | 0                                              |
| 3.                                             | 17 maart 2010                                  | Mexico – Noord-Korea                           | 2 – 1                                          | Vriendschappelijk                              | 0                                              | 0                                              |
| 4.                                             | 26 mei 2010                                    | Nederland - Mexico                             | 2 – 1                                          | Vriendschappelijk                              | 0                                              | 0                                              |
| 5.                                             | 30 mei 2010                                    | Mexico – Gambia                                | 5 – 1                                          | Vriendschappelijk                              | 0                                              | 0                                              |
| 6.                                             | 29 februari 2012                               | Mexico – Colombia                              | 0 – 2                                          | Vriendschappelijk                              | 0                                              | 0                                              |
| Als speler bij Villarreal CF                   |                                                |                                                |                                                |                                                |                                                |                                                |
| 7.                                             | 12 november 2014                               | Nederland – Mexico                             | 2 – 3                                          | Vriendschappelijk                              | 0                                              | 0                                              |
| 8.                                             | 18 november 2014                               | Wit-Rusland – Mexico                           | 3 – 2                                          | Vriendschappelijk                              | 0                                              | 1                                              |
| 9.                                             | 31 maart 2015                                  | Mexico – Paraguay                              | 1 – 0                                          | Vriendschappelijk                              | 0                                              | 0                                              |
| 10.                                            | 27 juni 2015                                   | Mexico – Costa Rica                            | 2 – 2                                          | Vriendschappelijk                              | 0                                              | 0                                              |

Bijgewerkt op 29 juni 2015.

## Erelijst
| Competitie                |              |                           |              |              |
| Competitie                | Aantal       | Jaren                     |              |              |
| FC Barcelona              | FC Barcelona | FC Barcelona              | FC Barcelona | FC Barcelona |
| ------------------------- | ------------ | ------------------------- | ------------ | ------------ |
| UEFA Champions League     | 1x           | 2010/11                   |              |              |
| UEFA Super Cup            | 1x           | 2011                      |              |              |
| Wereldkampioen clubteams  | 1x           | 2011                      |              |              |
| Kampioen Primera División | 3x           | 2009/10, 2010/11, 2012/13 |              |              |
| Copa del Rey              | 1x           | 2011/12                   |              |              |
| Supercopa                 | 3x           | 2010, 2011, 2013          |              |              |
| Mexico                    |              |                           |              |              |
| CONCACAF Gold Cup         | 2x           | 2015, 2019                |              |              |